# FeedReader
Feedreader és un agregador de canals RSS i Atom gratuït amb versió per a Windows des de 2001 i des de 2014, també amb versió en línia. És l'agregador més antic en actiu.